# Мусатова, Анна Ивановна
Мусатова Анна Ивановна (19 апреля 1942, Старобельск, Ворошиловградская область — 16 декабря 2003, Кривой Рог, Днепропетровская область) — советская и украинская театральная актриса и режиссёр. Директор Криворожского театра драмы и музыкальной комедии имени Т. Шевченко (1975—1999). Заслуженный деятель искусств Украины (1993).

## Биография
Родилась 19 апреля 1942 года на хуторе Голодаево (ныне в черте города Старобельск Луганской области).
В 1966 году окончила Киевский театральный институт, класс Всеволода Быковца. В 1966—1968 годах работала в Одесском и Сумском драматических театрах.
С 1968 года — в Криворожском театре драмы и музыкальной комедии имени Т. Шевченко: в 1975—1999 годах — директор.
Умерла 16 декабря 2003 года в городе Кривой Рог.

## Творческая деятельность
Режиссёр-постановщик спектаклей «Наталка Полтавка» М. Лысенко (1992), «За двумя зайцами» М. Старицкого (1997), «Энеида» И. Котляревского (1998).
В 1962 году сыграла роль Ники в художественном фильме «Здравствуй, Гнат!».
Автор программ «Гори, гори, моя звезда» (1989, вечер романсов) и «Журавка» (1998, по мотивам народных песен Днепропетровщины).
На театральной сцене сыграла партии и роли:
- Нина («Судьба разведчика» В. Шевченко);
- Баба Яга («Рассказ о скоморохе и царе Горохе» М. Корабельника);
- Монна («Свободный ветер» И. Дунаевского);
- Нина («Я всегда улыбаюсь» Я. Сегеля);
- Ольга, Маша («Криворожские Архимеды», «Прощальный ужин» Е. Шевадзуцкого);
- Эмма («Поцелуй Чаниты» Ю. Милютина);
- Маша («Кремлёвские куранты» М. Погодина);
- Крылова («Третьего не дано» В. Азерникова);
- Маркиза («Бременские музыканты» В. Шульжика);
- Верочка («Сослужащие» Э. Брагинского);
- Дадуня («Не волнуйся, мама» М. Думбадзе).

## Награды
- Заслуженный деятель искусств Украины (1993)[1];
- Премия комсомола Кривбасса (май 1970)[2].